# Library Freedom Project
Le Library Freedom Project est une organisation américaine enseignant aux bibliothécaires les menaces de la surveillance de masse, les droits à la vie privée et les outils numériques pour contrecarrer cette surveillance.
En 2015, le projet a lancé une démarche de création de relais, et en particulier des nœuds de sortie, du réseau d'anonymat Tor dans les bibliothèques publiques,.

## Projet de relais de sortie de Tor
Son projet pilote permit à la bibliothèque publique de Kilton, à Lebanon dans le New Hampshire, de devenir en juillet 2015 la première bibliothèque des États-Unis à héberger un relais Tor, utilisant son excédent de bande passante. Ce service a été suspendu début septembre, lorsque la bibliothèque a été visitée par le service de police local après avoir reçu un e-mail "d'alerte" du département de la sécurité intérieure soulignant les utilisations criminelles du réseau Tor (et affirmant faussement  qu'il s'agissait du but principal de ce réseau). Après cet épisode, la bibliothèque a commencé à reconsidérer le déploiement de ces relais dans une démarche de communication plus large.
Après un déferlement de soutiens de la part de l'Electronic Frontier Foundation, des affiliés du Massachusetts et du New Hampshire de l'Union américaine pour les libertés civiles, et du Projet Tor lui-même, ainsi qu'un éditorial du journal local Valley News fortement en faveur du projet pilote, et un témoignage du public quasi unanime, le conseil d'administration de la bibliothèque a décidé le 15 septembre 2015 de renouveler le service d'anonymat, confirmant ainsi son vote unanime précédent pour l'établissement du relais TOR. Une douzaine de bibliothèques et leurs partisans à l'échelle nationale ont exprimé leur intérêt à héberger leurs propres nœuds après que l'intervention du DHS ait été rendue publique (un exemple de l'effet Streisand).

## Ateliers
En travaillant avec des partenaires de l'ACLU, le Liberty Freedom Project propose des ateliers aux bibliothécaires pour les éduquer sur les différents programmes de surveillance de masse tels que le USA PATRIOT Act, la section 702 du FISA Amendments Act, PRISM, XKEYSCORE et encore d'autres. Ils évoquent également les lois actuelles et en développement portant sur l'anonymat à la fois sur le plan fédéral et au niveau des états. Le projet apprend aux bibliothécaires à gérer les obligations de silence ainsi que les lettres de sécurité nationale. D'autres thèmes englobent les technologies améliorant la confidentialité qui peuvent aider les bibliothécaires à surfer de manière anonyme ou s'émanciper des techniques de pistage.
De plus, le projet délivre des cours pour les usagers des bibliothèques avec une spécialisation sur les enjeux de sécurité et de confidentialité en ligne. Les cours s'adaptent au niveau des personnes utilisatrices, de débutantes à expérimentées et aux exigences variables de sécurité. Étant donné que les personnes utilisatrices de bibliothèques, incluant, de manière non exhaustive, les survivantes de violences conjugales, les activistes politiques, les lanceurs d'alerte, les journalistes et des personnes LGBT, subissent des menaces de beaucoup de formes différentes, la formation n'a pas pour vocation à être identique pour toutes, mais à s'adapter à chacune. Sur ce sujet, Alison Macrina a fait remarquer lors d'une conférence que : «La sécurité numérique ne se résume pas aux outils que l'on utilise, mais il s'agit de comprendre les menaces qui pèsent sur nous et comment on peut les combattre. Pour être plus en sécurité, il faut déterminer ce que l'on veut protéger, et de qui on veut se protéger. Les menaces peuvent changer, en fonction de notre localisation, de nos activités, et en fonction des gens avec qui on travaille.».
Le Library Freedom Project est membre du réseau torservers.net, une association à but non lucratif spécialisée dans la mise en place de nœuds de sortie Tor via les ateliers et les donations.

## Financement
En janvier 2015, le Library Freedom Project a reçu une subvention de 224 700 dollars américains de la Fondation Knight. En janvier 2016, elle a reçu 50 000 dollars américains de la Rose Foundation (le partenaire majeur de cette subvention étant la Miami Foundation). En août 2017, le Library Freedom Project a reçu une subvention de 249 504 dollars américains du programme 21st Century Librarian Program de Laura Bush afin de faciliter l'utilisation d'outils pratiques de confidentialisation dans les bibliothèques. L'université de New York et le Library Freedom Project ont créé un programme collaboratif financé par l'Institut des musées et services bibliothécaires appelé le Library Freedom Institute.